# Grupa Armii D
Grupa Armii D (Naczelne Dowództwo Zachód, niem. Heeresgruppe D) – jedna z niemieckich grup armii.

## Formowanie i walki
Utworzona w październiku 1940 roku we Francji z części dowództwa Grupy Armii C. Od kwietnia 1941 roku zwana też Naczelnym Dowództwem Zachód, od września 1944 roku występuje tylko pod tą nazwą. W kwietniu 1945 roku była też naczelnym organem dowodzącym wojskami niemieckimi na południowym teatrze działań.

## Struktura organizacyjna
Jednostka organiczna
- 603 batalion łączności

| Czas          | Skład                                                                                    |
| ------------- | ---------------------------------------------------------------------------------------- |
| listopad 1940 | 7 Armia, 6 Armia, 1 Armia                                                                |
| czerwiec 1942 | 1 Armia, 7 Armia, Grupa Armijna Felber, 15 Armia, Dowództwo Wojsk Niemieckich w Holandii |
| maj 1944      | Grupa Armijna G, Grupa Armii B, Grupa Pancerna Zachód, 1 Armia Spadochronowa             |
| grudzień 1944 | Grupa Armii G, Grupa Armii B, Grupa Armii H, 6 Armia Pancerna                            |
| kwiecień 1945 | 19 Armia (III Rzesza), Grupa Armii G, 11 Armia, 24 Armia                                 |

## Dowódcy grupy
- październik 1940 – marzec 1942: Erwin von Witzleben
- marzec 1942 – lipiec 1944: Gerd von Rundstedt
- lipiec – sierpień 1944: Günther von Kluge
- sierpień 1944 – marzec 1945: Gerd von Rundstedt
- marzec – maj 1945: Albert Kesselring